# Proctotrupes brachypterus
Proctotrupes brachypterus är en stekelart som först beskrevs av Franz Paula von Schrank 1780.  Proctotrupes brachypterus ingår i släktet Proctotrupes, och familjen svartsteklar. Arten är reproducerande i Sverige.